# Euxoa deleta
Euxoa deleta är en fjärilsart som beskrevs av Fernández 1918. Euxoa deleta ingår i släktet Euxoa och familjen nattflyn. Inga underarter finns listade i Catalogue of Life.